# San Pablo de las Tunas
San Pablo de las Tunas är en ort i Mexiko.   Den ligger i kommunen General Felipe Ángeles och delstaten Puebla, i den sydöstra delen av landet, 160 km öster om huvudstaden Mexico City. San Pablo de las Tunas ligger 2 176 meter över havet och antalet invånare är 3 162.
Terrängen runt San Pablo de las Tunas är platt åt sydväst, men åt nordost är den kuperad. Runt San Pablo de las Tunas är det tätbefolkat, med 476 invånare per kvadratkilometer. Närmaste större samhälle är Acatzingo de Hidalgo, 7,9 km väster om San Pablo de las Tunas. Trakten runt San Pablo de las Tunas består till största delen av jordbruksmark.